# Дани вргања
Дани вргања је манифестација гастрономско-културног карактера, која одржава од 2010. године прве недеља септембра, испред управне зграде ЈП Национални парк Копаоник. Организатори су MK mountain resort, НП Копаоник, Туристичке организације општине Брус и Туристичко-спортске организације Рашка.
На манифестацији учесници се такмиче у припреми јела од гљива у категоријама хладна предјела, чорбаста јела и роштиљ. Такмичарски део манифестације обухвата мерење и евидентирање пронађених вргања I класе (до жуте боје сунђера и II класе (од жуте до тамнозелене боје сунђера). Награда се додељује за „најтежи вргањ Копаоника”. Најтежи вргањ I класе убран је на манифестацији 2011. године, тежио је 860gr. Уметнички програм манифестације употпуњују културно-уметничка друштва из Рашке и Бруса. На данима вргања 2012. године било је више од 800 посетилаца.